# Волосатохвосты
Волосатохвосты (лат. Lasiurus) — род рукокрылых семейства гладконосые летучие мыши (Vespertilionidae). Насчитывает 16 видов.
Эти летучие мыши распространены в Северной и Южной Америке от Канады до Аргентины, имея колонии также на Галапагосских и Гавайских островах. Они достаточно хорошо изучены в Северной Америке и недостаточно изучены в Южной.
Виды этого рода имеют заметные отличия в размерах. Длина тела от 50 до 90 мм, хвост длиной от 40 до 75 мм, предплечья длиной от 37 до 57 мм, масса от 6 до 30 г, при этом самки немного крупнее самцов. Это крепкие, длиннокрылые летучие мыши с быстрым и сильным полётом. Особенностью этого рода является то, что внешняя поверхность мембраны, расположенной между бёдрами, хорошо покрыта волосами минимум на половину длины, а чаще по всей длине.
Ведут одиночный образ жизни. Осенью и весной совершают миграции, объединяясь в большие группы. Активны преимущественно ночью. Питаются насекомыми. Для отдыха используют ветви деревьев, скрываясь обычно за листьями. 
Размножение происходит осенью. Самки сохраняют сперматозоиды в своих половых органах на протяжении всей зимы. Овуляция, во время которой яйцеклетка оплодотворяется сохранёнными сперматозоидами, происходит в апреле и мае. В период с мая по июль самка рождает 1—5 слепых, голых детёнышей. Представители рода волосатохвостов — единственные летучие мыши, у которых в помёте, как правило, бывает 2 и более детёныша.

## Виды

### Подрод Dasypterus
- Lasiurus ega — Южный желтый волосатохвост
- Lasiurus intermedius — Северный желтый волосатохвост
- Lasiurus insularis — Кубинский желтый волосатохвост
- Lasiurus xanthinus — Западный желтый волосатохвост

### Подрод Lasiurus
- Lasiurus atratus
- Lasiurus blossevillii — Пустынный красный волосатохвост
- Lasiurus borealis — Восточный красный волосатохвост
- Lasiurus castaneus — Такаркунский волосатохвост
- Lasiurus cinereus — Серый волосатохвост
- Lasiurus degelidus — Ямайский красный волосатохвост
- Lasiurus ebenus — Волосатохвост обыкновенный
- Lasiurus egregius — Большой красный волосатохвост
- Lasiurus minor
- Lasiurus pfeifferi
- Lasiurus salinae
- Lasiurus seminolus — Семинольский волосатохвост
- Lasiurus semotus — Гавайский серый волосатохвост
- Lasiurus varius — Коричный красный волосатохвост